# ستيفن نوريس
ستيفن نوريس (بالإنجليزية: Steven Norris)‏ هو سياسي بريطاني، ولد في 24 مايو 1945 في ليفربول في المملكة المتحدة. حزبياً، نشط في حزب المحافظين. في الانتخابات العمومية للمملكة المتحدة 1983 ‏، انتخب عضو البرلمان التاسع والأربعون للمملكة المتحدة عن دائرة أكسفورد الشرقية خلال فترته النيابية ‏ (9 يونيو 1983 – 18 مايو 1987) وفي الانتخابات الفرعية في مجلس العموم البريطاني ‏، انتخب عضو البرلمان الخمسون للمملكة المتحدة عن دائرة إبينج فوريست خلال فترته النيابية ‏ (15 ديسمبر 1988 – 16 مارس 1992) وفي الانتخابات العامة في المملكة المتحدة 1992 ‏، انتخب عضو البرلمان الحادي والخمسون للمملكة المتحدة عن دائرة إبينج فوريست خلال فترته النيابية ‏ (9 أبريل 1992 – 8 أبريل 1997).